# Lelechówka
Lelechówka – wieś na Ukrainie w rejonie jaworowskim należącym do obwodu lwowskiego.
W II Rzeczypospolitej wieś w powiecie gródeckim województwa lwowskiego.
W latach 1943–1944 nacjonaliści ukraińscy z OUN-UPA zamordowali tutaj 28 Polaków i 1 osobę narodowości ukraińskiej.
W czasie okupacji niemieckiej mieszkająca tutaj polska rodzina Cepińskich ukrywała troje Żydów z rodziny Kapłanów. W 2001 roku Instytut Jad Waszem uhonorował za to Seweryna i Irenę Cepińskich tytułami Sprawiedliwych wśród Narodów Świata.